# Dora Melegari
Dorette Marie Melegari, indicata generalmente come Dora Melegari (Losanna, 27 giugno 1849 – Roma, 31 luglio 1924), è stata una scrittrice italiana.

## Biografia

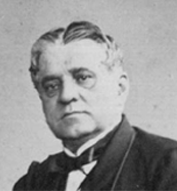
Luigi Amedeo Melegari, padre di Dora (ca 1862)

Figlia di Luigi Amedeo, uomo politico e patriota italiano, esule e ministro plenipotenziario a Berna dal 1867 al 1881 e di Marie Caroline Mandrot, sorella di Giulio Melegari, Dora Melegari si formò in un ambiente familiare ricco di stimoli religiosi e patriottici e sensibile agli ideali mazziniani. Visse prevalentemente a Roma, ma trascorse lunghi periodi anche in Francia e in Svizzera.
Essendo perfettamente bilingue scrisse romanzi in italiano e in francese. Nel 1895 curò l'edizione delle lettere di Giuseppe Mazzini.  Agli inizi della sua attività letteraria, firmò le sue opere in francese anche con gli pseudonimi di Forsan e Fortsan.
La sua opera più nota è Âmes dormantes, pubblicata per la prima volta a Parigi nel 1900, e poi tradotta in italiano come Il sonno delle anime (Milano, Treves, 1903), e, in una successiva edizione, pubblicata col titolo Il destarsi delle anime (Milano, Treves, 1915).
Con il linguista e orientalista torinese Angelo De Gubernatis, collaborò alla Revue internationale, rivista attenta alle tematiche religiose, ove scrisse recensioni letterarie firmandosi Thomas Emery e, dal 1887 al 1891, ne assunse la direzione insieme con il conte Augusto Fantoni.
È sepolta nel Cimitero acattolico di Roma (indicato popolarmente come Cimitero degli inglesi), nei pressi della Piramide Cestia. Sulla lapide sono incise le parole Amò, soffrì, operò.

## Opere
- Dans la vieille rue, Ollendorff, Parigi, 1880
- Expiation, Levy, Parigi, 1881
- Les incertitudes de Livie, Ollendorff, Parigi, 1881
- Journal intime de Benjamin Constant et lettres à sa famille et ses amis, Ollendorff, Parigi, 1886
- Marthe de Thiennes, Levy, Parigi, 1886
- La duchesse Ghislamé, Parigi, 1895
- Kirie Eleison, Parigi, 1896
- Il sonno delle anime, Milano, 1903
- La Giovane Italia e la Giovane Europa. Carteggio inedito tra Giuseppe Mazzini e Luigi Amedeo Melegari, 1906
- Chercheurs de sources, Fischbacher, Parigi, 1908
- Caterina Spadaro, Milano, 1908
- In cerca di sorgenti, Milano, 1910
- La città del giglio, Milano, 1911
- La piccola damigella Cristine, Milano, 1913
- Artefici di pene e artefici di gioie, Treves, Milano, 1913
- Ames et visages de femmes, Parigi, 1913
- Les Victorieuses, Parigi, 1913
- Amici e nemici, Milano, 1914
- Il destarsi delle anime, Milano, 1915
- La resurrezione di Lazzaro, Roma, 1915